# Marija Gradec
Marija Gradec este o localitate din comuna Laško, Slovenia, cu o populație de 268 de locuitori.